# 張濤 (萬曆進士)
張濤（1560年—1618年），字原裕，號振海，湖廣黃州府黃陂縣人，民籍，明朝政治人物。同進士出身。

## 生平
萬曆十年（1582年）壬午科湖廣鄉試十九名舉人，萬曆十四年（1586年）丙戌科會試六十四名，登三甲第二百三十三名進士。工部观政，十五年六月授四川富顺县知县，十九年充本省鄉試同考，在任六載，以實心行政，治行高等，二十一年召入为工科给事中。二十二年十一月以养心殿颓坏，万历帝命葺之，张涛切谏，以忤旨降一级调外任用，谪广灵县尉，遂歸。三十五年起為歙縣知縣。三十七年擢户部主事，三十八年升郎中，宣府管粮，本年七月升光禄寺寺丞，三十九年改大理寺右寺丞，四十年十二月升都察院右佥都御史、巡抚辽东，四十一年十一月拜疏径行，沿途候旨，兵科给事中张国儒劾其轻躁寡谋，不堪节钺。回籍後，四十六年十二月卒。

## 家族
曾祖張萬徹；祖父張珂；父張天爵。母李氏。具庆下。兄张沂。弟张浩、张溥（庠生）、张淳。